# Calliphona alluaudi
Calliphona alluaudi is een rechtvleugelig insect uit de familie sabelsprinkhanen (Tettigoniidae). De wetenschappelijke naam van deze soort is voor het eerst geldig gepubliceerd in 1893 door Bolívar.
1. ↑  (en) Calliphona alluaudi op de IUCN Red List of Threatened Species.